# Johann III. von Bubenberg
Johann III. von Bubenberg (* vor 1332; † vor dem 6. Januar 1368) stammte aus der Berner Patrizierfamilie von Bubenberg und war Schultheiss von Bern und Ritter.
Johann der III. war der Sohn von Johann II. von Bubenberg und Anna von Grünenberg. Er war mit Margaretha von Sumiswald verheiratet.
1339 war er zusammen mit Ritter Burkhard von Bennenwil, Kleinrat der Stadt Bern, Befehlshaber der Festung Laupen, während der Schlacht von Laupen. 1342 wurde er Mitglied des Berner Rats. Von 1346 bis 1348 kyburgischer Vogt in Oltigen. Von 1364 bis 1367 war er Schultheiss der Stadt Bern. Johann III. erwarb Güter in Schangnau und die Anwartschaft auf die Herrschaft Spiez.